# Valvata perdepressa
Valvata perdepressa är en snäckart som beskrevs av Walker 1906. Valvata perdepressa ingår i släktet Valvata och familjen kamgälsnäckor. Inga underarter finns listade i Catalogue of Life.